# Бабинка
Бабинка (біл. вёска Бабінка) — село в складі Березинського району Мінської області, Білорусь. Село підпорядковане Мачеській сільській раді, розташоване в східній частині області.